# Castroverde de Cerrato
Castroverde de Cerrato település Spanyolországban, Valladolid tartományban. Castroverde de Cerrato Valbuena de Duero, Villaco, Torre de Esgueva, Vertavillo, Hérmedes de Cerrato és Fombellida községekkel határos. Lakosainak száma 189 fő (2024).

## Népesség
A település népessége az utóbbi években az alábbiak szerint változott:
| Lakosok száma | 272  | 266  | 255  | 262  | 245  | 224  | 230  | 221  | 203  | 189  |
|               | 2001 | 2004 | 2007 | 2009 | 2012 | 2014 | 2017 | 2019 | 2022 | 2024 |